# Wereldkampioenschappen openwaterzwemmen 2019
De wereldkampioenschappen openwaterzwemmen 2019 werden van 13 tot en met 19 juli 2019 gehouden in het Yeosu Expo Ocean Park in Zuid-Korea. Het toernooi was integraal onderdeel van de wereldkampioenschappen zwemsporten 2019.

## Programma
| Onderdeel       | Juli | Juli | Juli | Juli | Juli | Juli | Juli |
| Onderdeel       | 13   | 14   | 15   | 16   | 17   | 18   | 19   |
| --------------- | ---- | ---- | ---- | ---- | ---- | ---- | ---- |
| 5 km (m)        | Goud |      |      |      |      |      |      |
| 10 km (m)       |      |      |      | Goud |      |      |      |
| 25 km (m)       |      |      |      |      |      |      | Goud |
|                 |      |      |      |      |      |      |      |
| 5 km (v)        |      |      |      |      | Goud |      |      |
| 10 km (v)       |      | Goud |      |      |      |      |      |
| 25 km (v)       |      |      |      |      |      |      | Goud |
|                 |      |      |      |      |      |      |      |
| Landenwedstrijd |      |      |      |      |      | Goud |      |
| Totaal          | 1    | 1    |      | 1    | 1    | 1    | 2    |

## Medailles

### Mannen
| Onderdeel | Goud                        | Goud      | Zilver                         | Zilver     | Brons                     | Brons     |
| --------- | --------------------------- | --------- | ------------------------------ | ---------- | ------------------------- | --------- |
| 5 km      | Kristóf Rasovszky Hongarije | 53.22,1   | Logan Fontaine Frankrijk       | 53.32,2    | Eric Hedlin Canada        | 53.32,4   |
| 10 km     | Florian Wellbrock Duitsland | 1:47.55,9 | Marc-Antoine Olivier Frankrijk | 1:47.56,15 | Rob Muffels Duitsland     | 1:47.57,4 |
| 25 km     | Axel Reymond Frankrijk      | 4:51.06,2 | Kirill Beljajev Rusland        | 4:51.06,5  | Alessio Occhipinti Italië | 4:51.09,5 |

### Vrouwen
| Onderdeel | Goud                       | Goud      | Zilver                          | Zilver    | Brons                         | Brons     |
| --------- | -------------------------- | --------- | ------------------------------- | --------- | ----------------------------- | --------- |
| 5 km      | Ana Marcela Cunha Brazilië | 57.56,0   | Aurélie Muller Frankrijk        | 57.57,0   | Hannah Moore Verenigde Staten | 57.58,0   |
| 5 km      | Ana Marcela Cunha Brazilië | 57.56,0   | Aurélie Muller Frankrijk        | 57.57,0   | Leonie Beck Duitsland         | 57.58,0   |
| 10 km     | Xin Xin China              | 1:54.47,2 | Haley Anderson Verenigde Staten | 1:54.48,1 | Rachele Bruni Italië          | 1:54.49,9 |
| 25 km     | Ana Marcela Cunha Brazilië | 5:08.03,0 | Finnia Wunram Duitsland         | 5:08.11,6 | Lara Grangeon Frankrijk       | 5:08.21,2 |

### Gemengd
| Onderdeel       | Goud                                                     | Goud    | Zilver                                                                            | Zilver  | Brons                                                                              | Brons   |
| --------------- | -------------------------------------------------------- | ------- | --------------------------------------------------------------------------------- | ------- | ---------------------------------------------------------------------------------- | ------- |
| Landenwedstrijd | Duitsland Lea Boy Sarah Köhler Sören Meißner Rob Muffels | 53.58,7 | Italië Rachele Bruni Giulia Gabbrielleschi Domenico Acerenza Gregorio Paltrinieri | 53.58,9 | Verenigde Staten Haley Anderson Jordan Wilimovsky Ashley Twichell Michael Brinegar | 53.59,0 |

### Medaillespiegel
| Plaats | Land             | Goud | Zilver | Brons | Totaal |
| 1      | Duitsland        | 2    | 1      | 2     | 5      |
| 2      | Brazilië         | 2    | 0      | 0     | 2      |
| 3      | Frankrijk        | 1    | 3      | 1     | 5      |
| 4      | China            | 1    | 0      | 0     | 1      |
| 4      | Hongarije        | 1    | 0      | 0     | 1      |
| 6      | Verenigde Staten | 0    | 1      | 2     | 3      |
| 7      | Italië           | 0    | 1      | 2     | 3      |
| 8      | Rusland          | 0    | 1      | 0     | 1      |
| 9      | Canada           | 0    | 0      | 1     | 1      |
| Totaal | Totaal           | 7    | 7      | 8     | 22     |